# Bălănești, Neamț
Bălănești este un sat în comuna Bârgăuani din județul Neamț, Moldova, România.

## Vezi și
- Biserica Adormirea Maicii Domnului din Bălănești

## Imagini

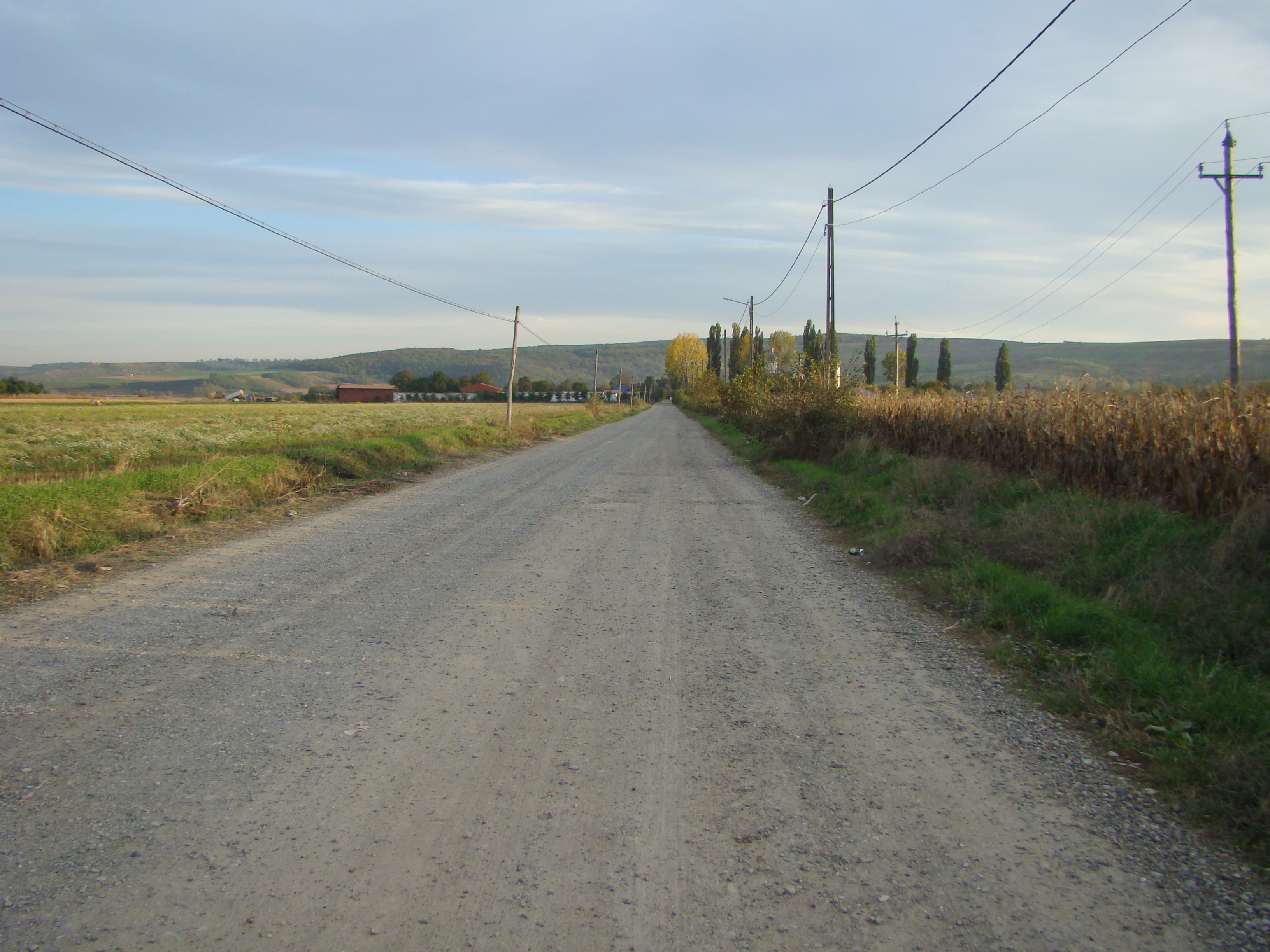
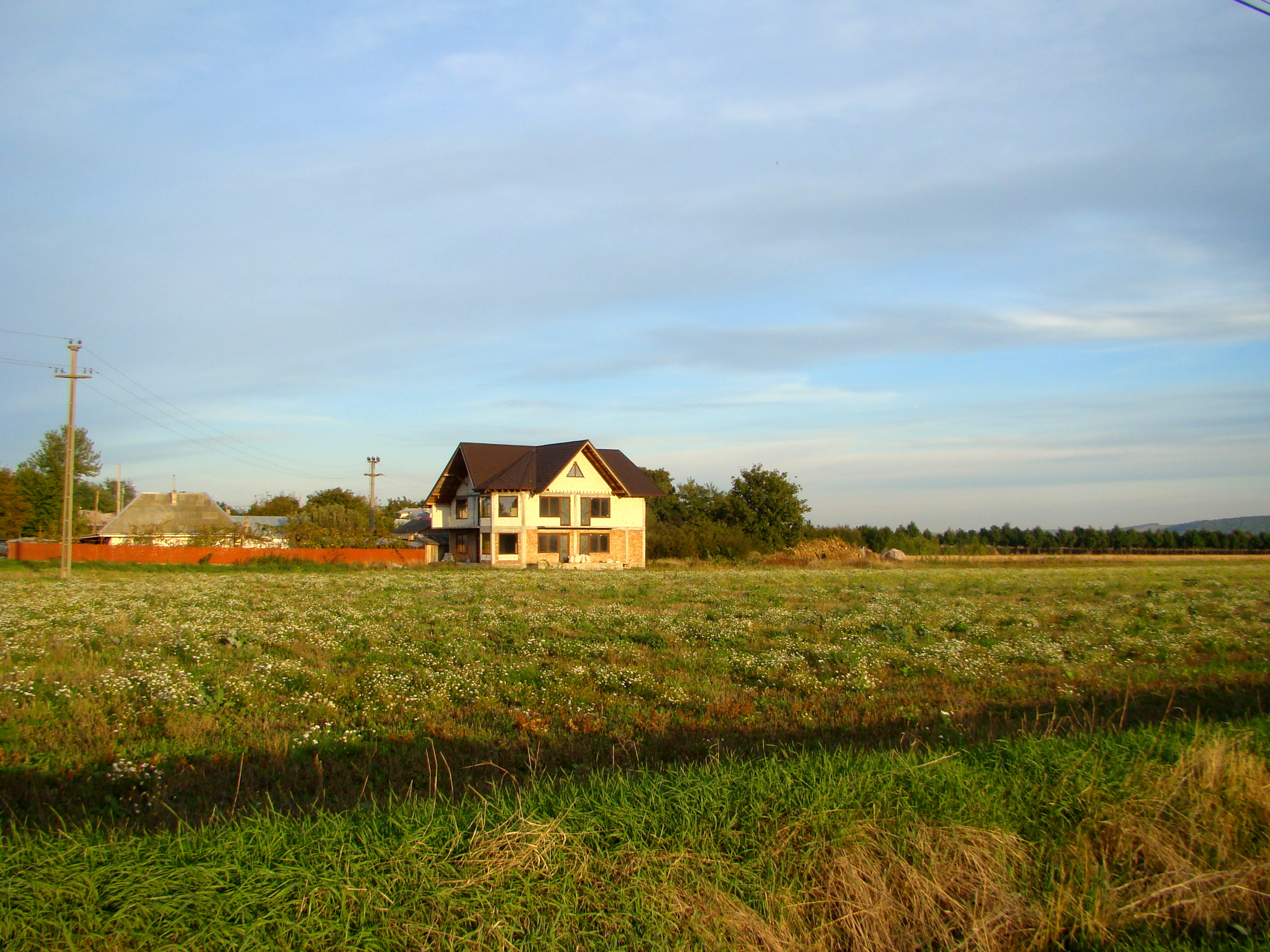
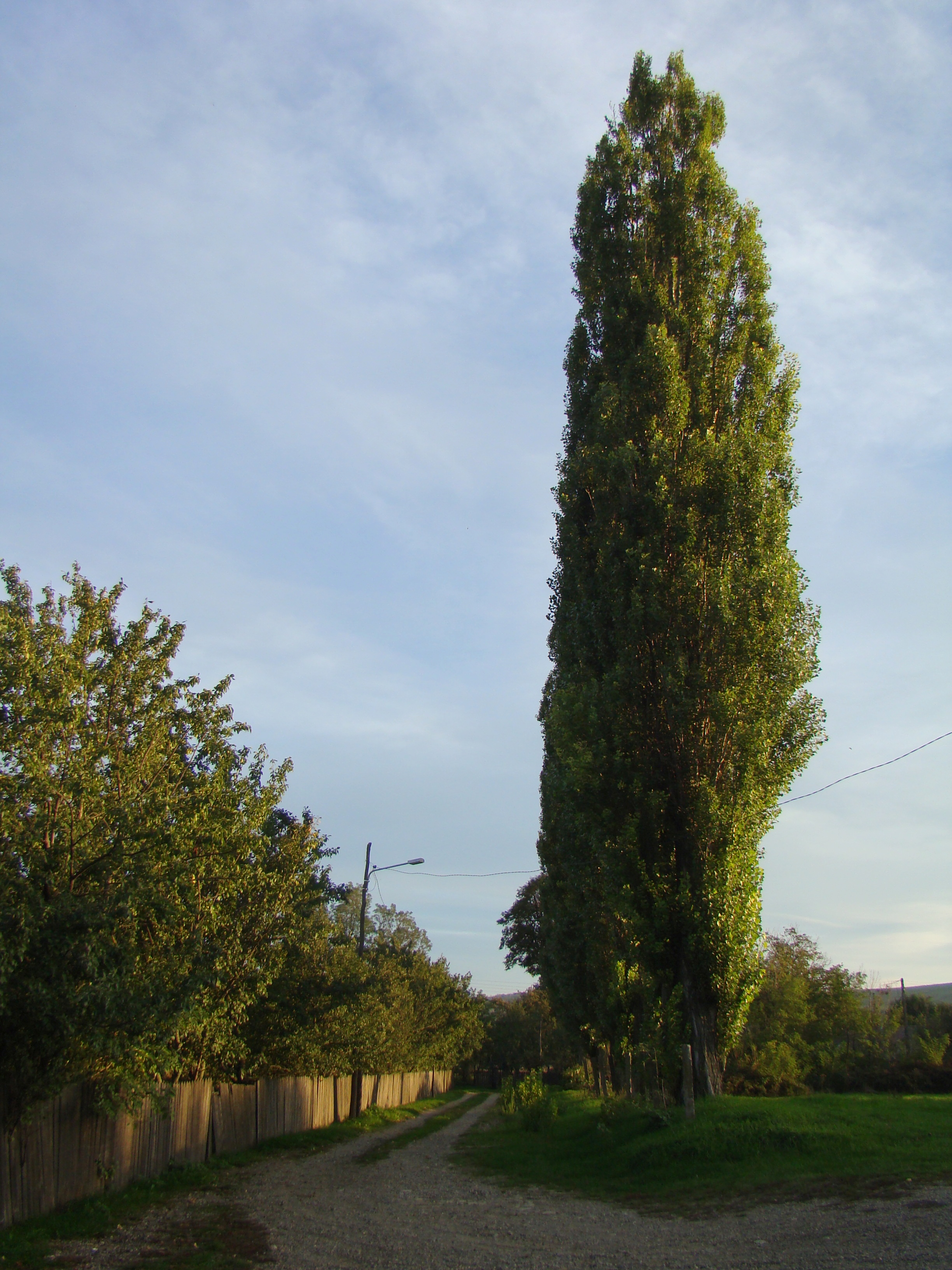
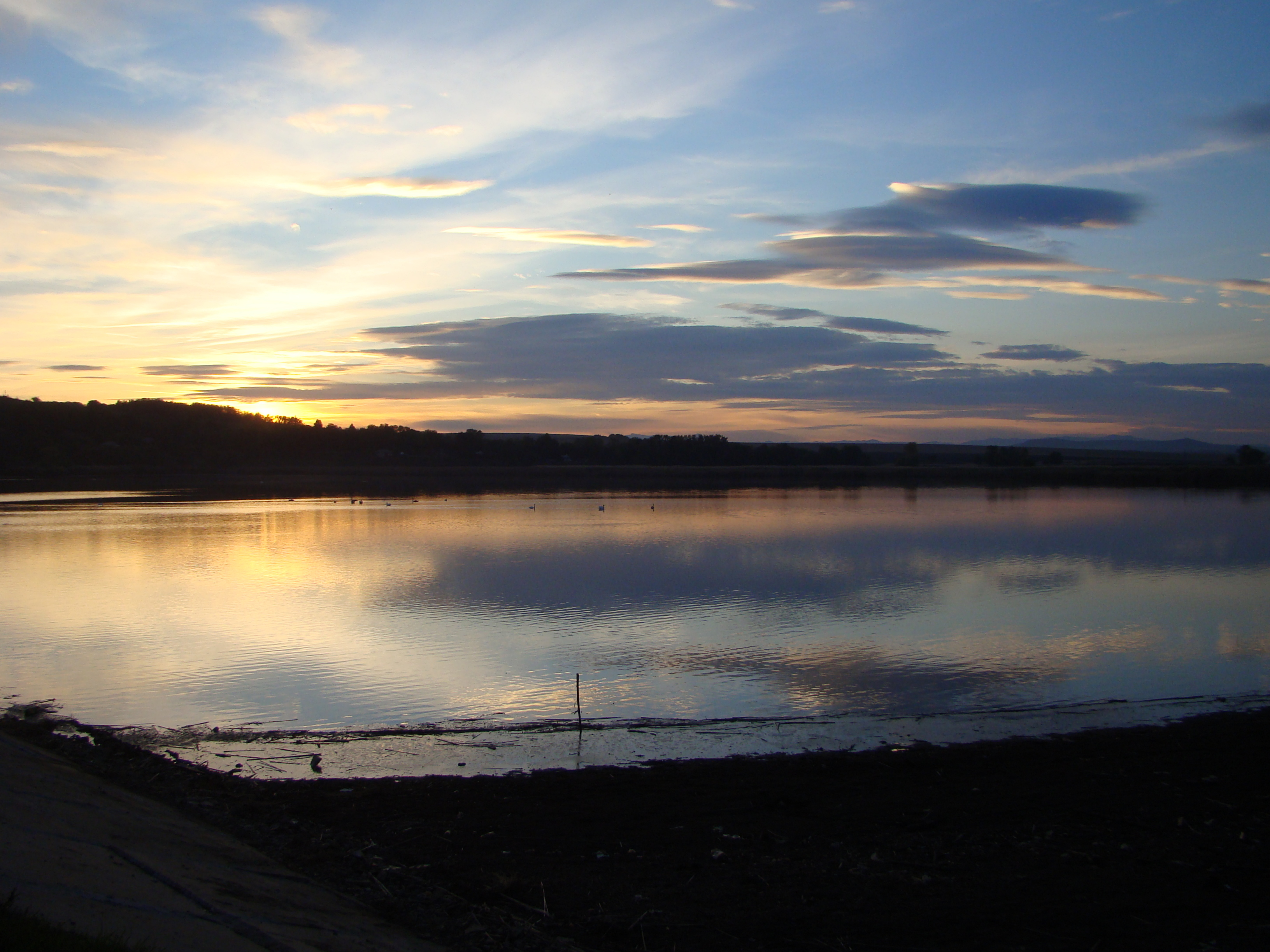
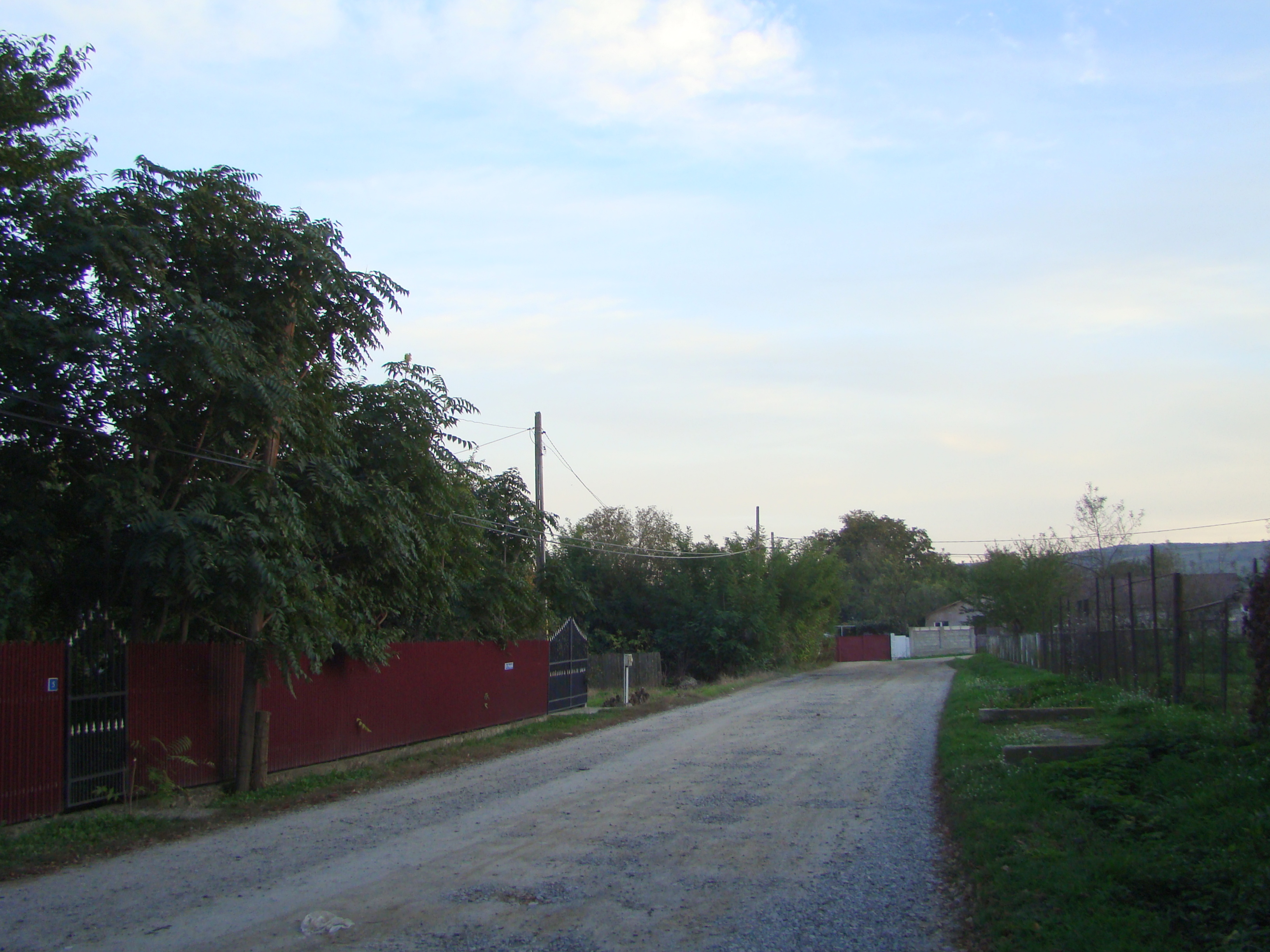
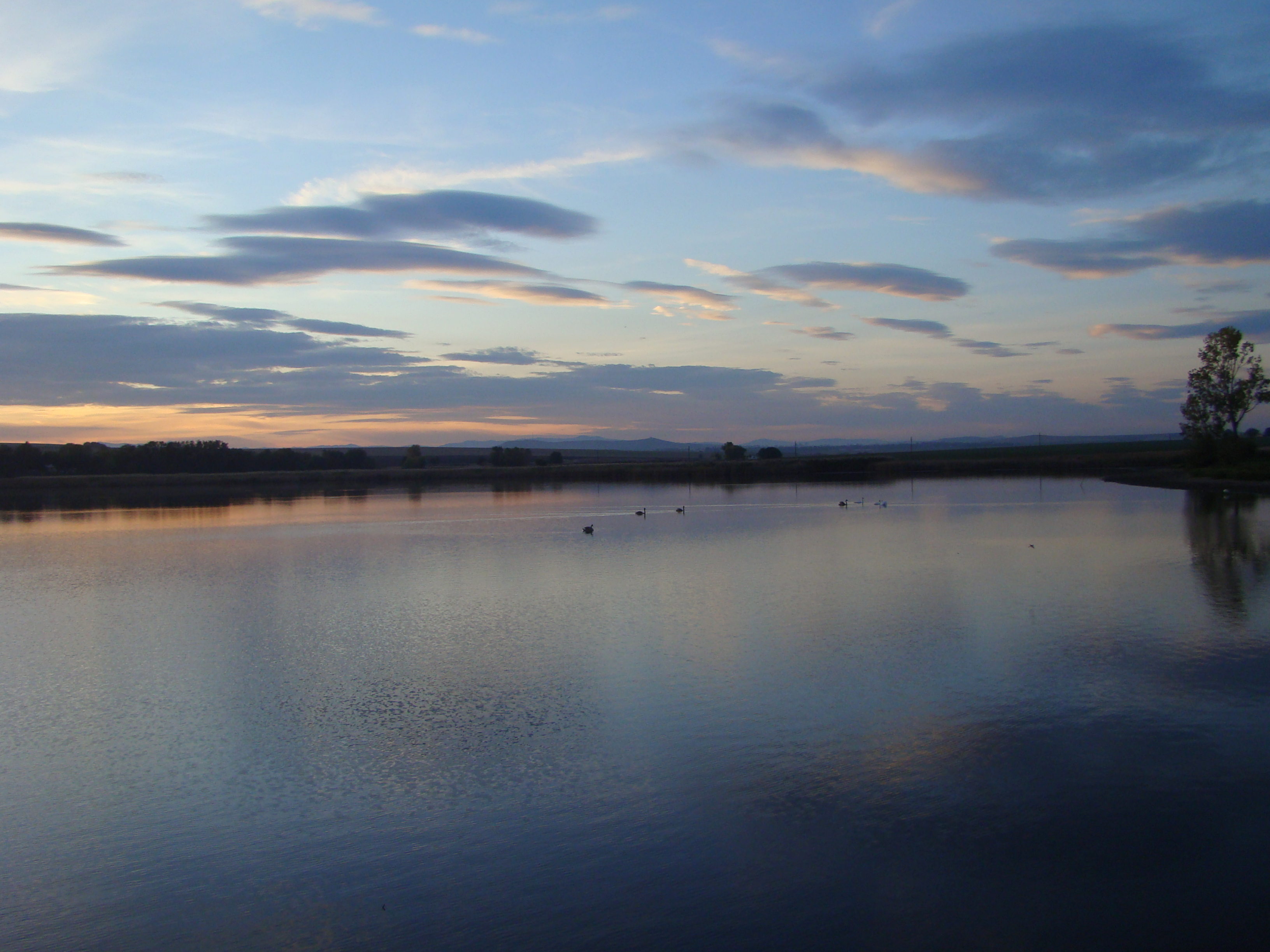
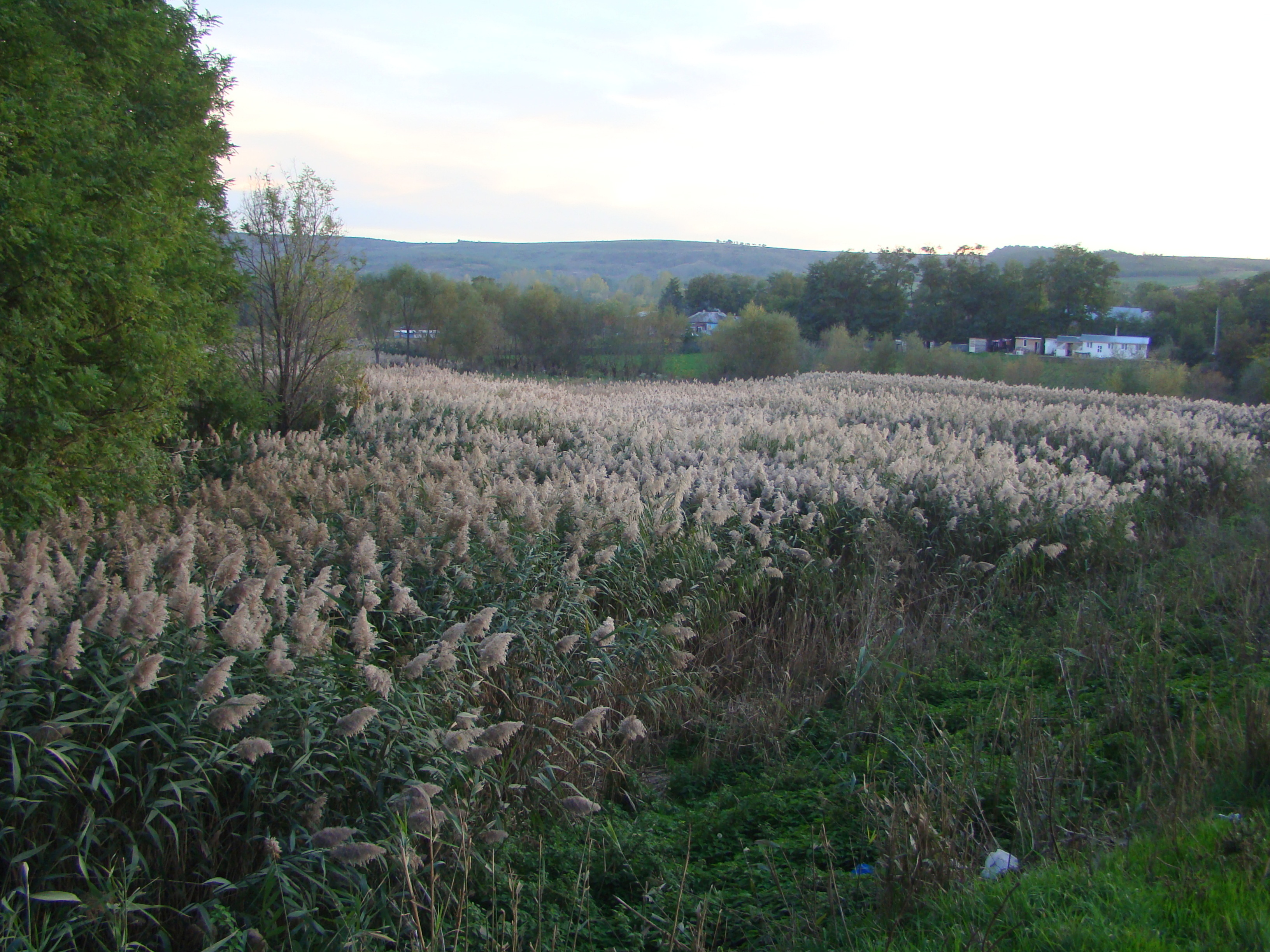
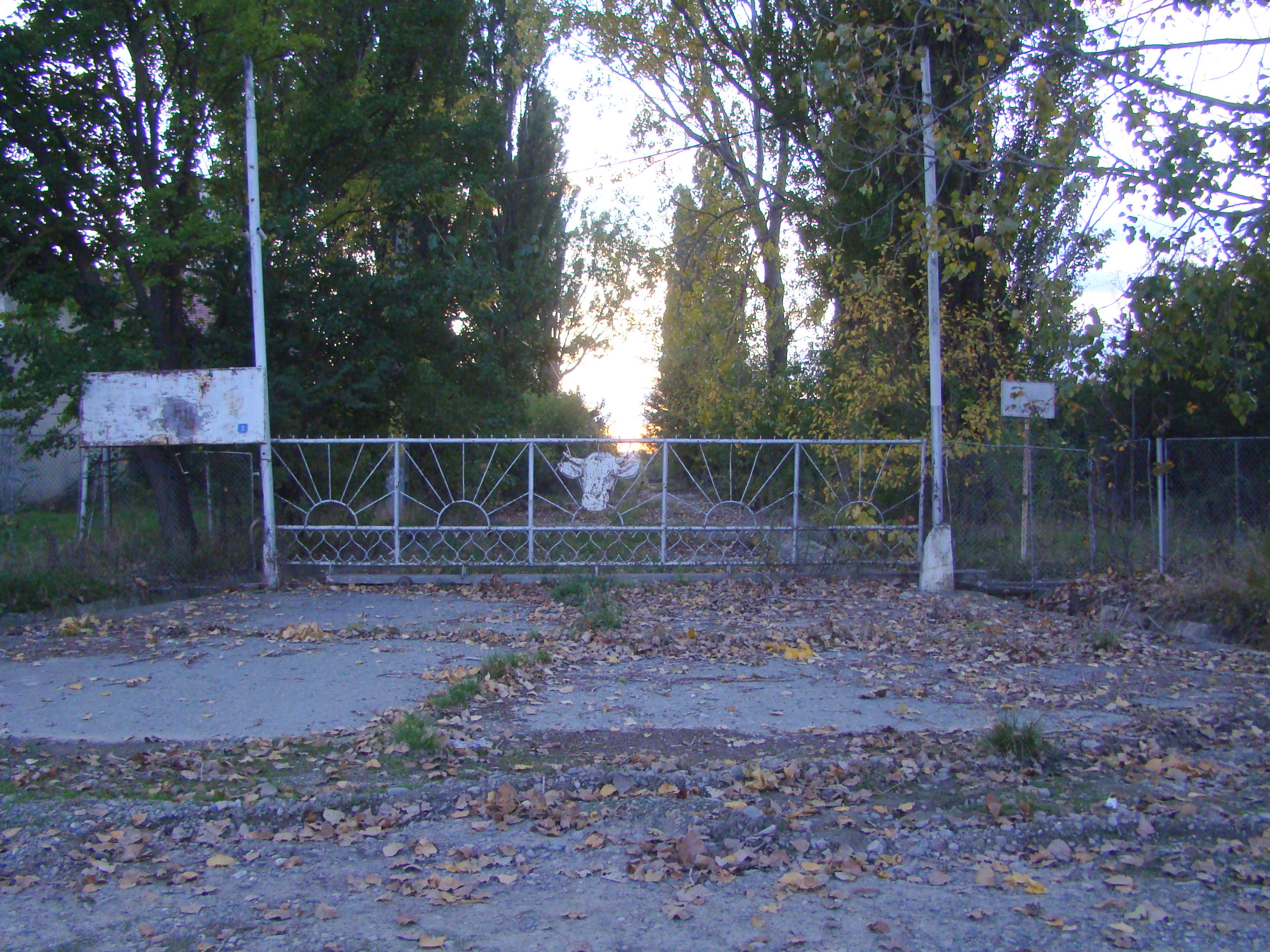

Acest articol despre o localitate din județul Neamț este deocamdată un ciot. Puteți ajuta Wikipedia prin completarea lui.